# مارتن بوتشر
مارتن بوتشر (17 مايو 1958 في المملكة المتحدة - ) (بالإنجليزية: Martin Butcher)‏ هو لاعب كريكت بريطاني. لعب مع نادي مقاطعة سري للكريكت ‏.

## وصلات خارجية
- مارتن بوتشر على موقع إي آس بي آن كريك إنفو (الإنجليزية)